# Sheila Darcy
Pour les articles homonymes, voir Darcy.
Sheila Darcy (8 août 1914 - 24 février 2004), également connue sous le nom de Rebecca Wassem, est une actrice américaine des années 1930 et 1940. 

## Biographie
Née Rebecca Benedict Heffener à York, en Pennsylvanie, Sheila Darcy a déménagé à Hollywood à l’âge de 18 ans pour poursuivre une carrière d'actrice. Elle l'a commencé sous le nom de Rebecca Wassem et a reçu son premier rôle, non crédité, dans le film Jewel Robbery en 1932.  En 1935, sa carrière décolle et, jusqu'en 1941, elle joue dans 41 films.  Dans la plupart de ses premiers films, elle a interprété l'héroïne dans des films de  série B, souvent des westerns. 
Ses rôles les plus connus étaient ceux dans des serials, comme dans Zorro et ses légionnaires de 1939, dans lequel elle jouait aux côtés de Reed Hadley. Elle a également joué le rôle de Dragon Lady dans Terry and the Pirates de 1940. Dans les westerns, elle a souvent joué aux côtés des acteurs populaires Ray "Crash" Corrigan et Max Terhune. En 1941, elle a joué dans six films et a fait des apparitions non créditées dans deux autres. Sa carrière à Hollywood prend fin avec la sortie de Jungle Man en 1941, mais dix ans plus tard, elle fait une apparition dans le film Tomahawk. 
En 1946, Sheila Darcy épouse l'acteur Preston Foster. Ils restent ensemble jusqu'à sa mort, en 1970. Elle meurt à l'âge de 89 ans d'une crise cardiaque, le 24 février 2004 à Kearny Mesa, en Californie. Elle est enterrée dans le Cimetière El Camino Memorial Park de San Diego.

## Filmographie
- 1932 : Jewel Robbery de William Dieterle : non créditée
- 1934 : Once to Every Woman de Lambert Hillyer : Gail Drake
- 1934 : Résurrection (We Live Again) de Rouben Mamoulian : non créditée
- 1935 : Aller et Retour (The Gilded Lily) de Wesley Ruggles : non créditée
- 1935 : Ultime Forfait (Four Hours to Kill!) de Mitchell Leisen
- 1935 : Aimez-moi toujours (Love Me Forever) de Victor Schertzinger : non créditée
- 1935 : Féeries de femmes (Redheads on Parade) de Norman Z. McLeod : une reporter, non créditée
- 1936 : En parade (Gold Diggers of 1937) de Lloyd Bacon : non créditée
- 1937 : A Girl with Ideas de S. Sylvan Simon : non créditée
- 1937 : La fille de Shanghaï (Daughter of Shanghai) de Robert Florey : non créditée
- 1937 : Une nation en marche (Wells Fargo) de Frank Lloyd : Lola Montez, non créditée
- 1938 : The Big Broadcast of 1938 de Mitchell Leisen : une femme hautaine, non créditée
- 1938 : Scandal Street (en) de James P. Hogan : non créditée
- 1938 : Dangerous to Know de Robert Florey : une invitée à la fête, non créditée
- 1938 : Romance in the Dark de H.C. Potter : non créditée
- 1938 : Cocoanut Grove de Alfred Santell : non créditée
- 1938 : Casier judiciaire (You and Me) de Fritz Lang : non créditée
- 1938 : Les Bébés turbulents (Sing You Sinners) de Wesley Ruggles : non créditée
- 1938 : La Belle de Mexico (Tropic Holiday) de Theodore Reed : non créditée
- 1938 : Trafic illégal (Illegal Traffic) de Louis King : Mathilde
- 1938 : Les Américains à Paris (Artists and Models Abroad) de Mitchell Leisen : Becky
- 1939 : Disbarred de Robert Florey : une secrétaire, non créditée
- 1939 : Pacific Express (Union Pacific) de Cecil B. DeMille : Rose
- 1939 : L'homme au masque de fer (The Man in the Iron Mask) de James Whale : servante de Marie Thérèse
- 1939 : Irish Luck de Howard Bretherton : Kitty Monahan
- 1939 : South of the Border de George Sherman : Rosita, non créditée
- 1939 : Zorro et ses légionnaires (Zorro's Fighting Legion) de John English et William Witney : Volita
- 1940 : Terry and the Pirates de James W. Horne : The Dragon Lady
- 1941 : Tumbledown Ranch in Arizona de S. Roy Luby : Dorothy Jones
- 1941 : Jungle Man de Harry L. Fraser : Betty Graham
- 1941 : Franc jeu (Honky Tonk) de Jack Conway : Louise, non créditée
- 1951 : Tomahawk (Tomahawk) de George Sherman : non créditée